# Остапенко, Олег Владимирович
Олег Владимирович Остапенко (укр. Олег Володимирович Остапенко; род. 27 октября 1977, Винница) — украинский футболист, вратарь, ныне тренер винницкой «Нивы».
Сын — Олег Остапенко, также футболист, защитник

## Биография
Выступал в клубах: «Подолье» (Хмельницкий), «Рось», «Нива» (Бершадь), «Нива» (Винница), «Кривбасс», «Металлист».
В сезонах 2005/06 и 2006/07 выступал за «Интер» (Баку). Зимой 2007 года побывал на просмотре в криворожском «Кривбассе», где уже выступал, после чего подписал договор. В январе 2008 года подписал однолетний контракт с полтавской «Ворсклой», хотя у него были предложения от симферопольской «Таврии» и днепродзержинской «Стали».
В марте 2009 года подписал двухлетние соглашение с армянским «Бананцом». В июле 2009 года перешёл в мариупольский «Ильичёвец». 4 июня 2010 года покинул расположение мариупольского клуба. Чуть позже был заявлен за клуб «Оболонь».